# Ophiosmilax mirabilis
Ophiosmilax mirabilis is een slangster uit de familie Ophiomyxidae.
De wetenschappelijke naam van de soort werd in 1915 gepubliceerd door Hikoshichiro Matsumoto.